# بيت المسيل
بيت المسيل قرية تتبع ناحية قرى مركز بانياس في منطقة بانياس التابعة لمحافظة طرطوس.